# Köpmantorget

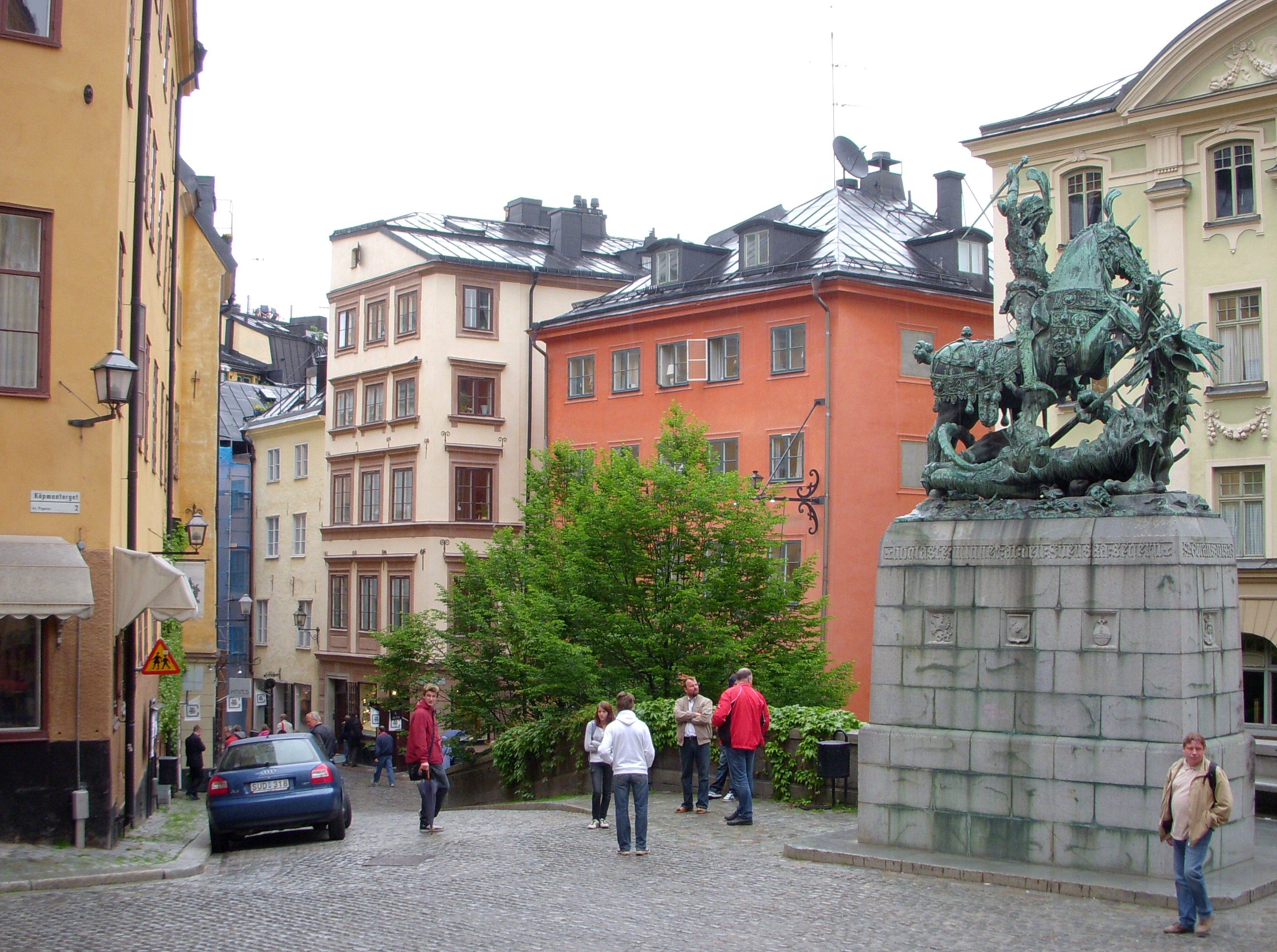
Köpmantorget med "Sankt Göran och Draken".

Köpmantorget i Gamla stan, Stockholm ligger vid Köpmangatans början, där norra och södra Köpmanbrinken tar vid sista biten ner till Österlånggatan. Här finns en bronskopia från 1912 av skulpturen Sankt Göran och draken. På Köpmantorgets plats fanns fram till 1697 Köpmanporten.

## Historik

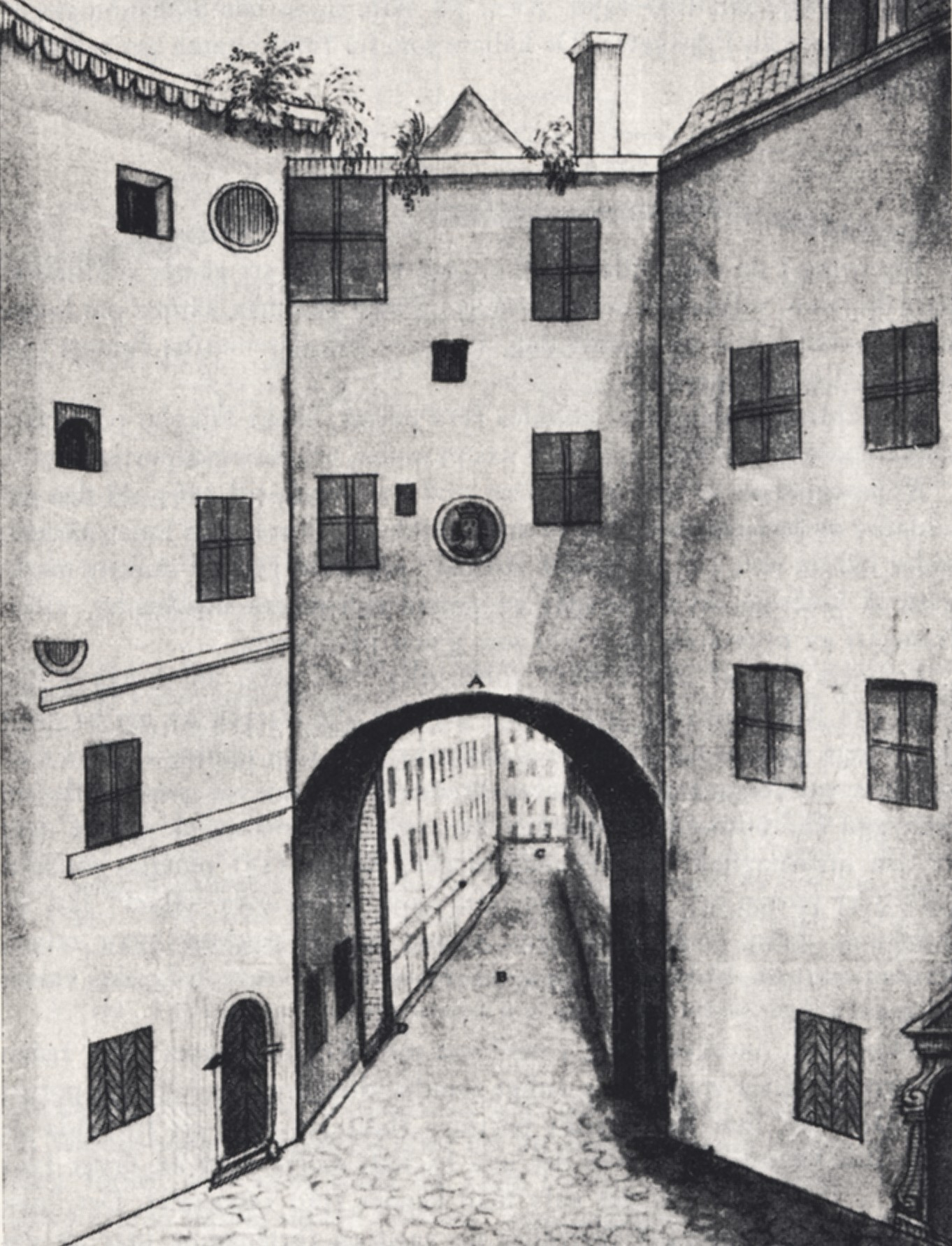
Köpmanporten 1685 av Elias Brenner.

Köpmantorget kallades på Petrus Tillaeus karta från 1733 för Kiöpmanne T. Torget fick sitt namn efter Köpmangatan som var den huvudsakliga förbindelsen mellan Stortorget och Fiskartorget utanför den östliga stadsmuren. Köpmantorget var således inget handelstorg utan det var på Fiskartorget som särskilt skärgårdsbefolkningen bedrev handel på medeltiden. 
Före 1687 var de båda kvarteren Pegasus (norr) och  Perseus (söder) om torget hopbyggda med ett valv, som kallades Köpmanporten och var en del i Stockholms äldre stadsmur. Köpmanporten avbildades av Elias Brenner strax före rivningen den 30 april 1687 "för dess trånga passage skull". Valvet var dock i verklighet betydligt smalare än på Brenners illustration, ungefär 1,6 meter. Efter rivningen anlades dagens plats som begränsades mot öster av det numera försvunna kvarteret Aceton. Fortfarande 1728 kallades platsen Köpmanporten.